# K League 1984
Die Super League 1984 war die zweite Spielzeit der höchsten südkoreanischen Fußballliga. Die Liga bestand aus acht Vereinen; sechs Vereine waren Profimannschaften (Hallelujah FC, Yukong Elephants, Daewoo Royals, POSCO Dolphins, Lucky-Goldstar Hwangso und Hyundai Horang-i), die anderen zwei (Hanil Bank FC und Kookmin Bank FC) waren Amateure.
Die Liga begann am 31. März und endete am 11. November 1984. Die Saison wurde in eine Hin- und Rückrunde aufgeteilt. Der Gewinner der Hinrunde spielte gegen den Gewinner der Rückrunde um die Meisterschaft. Zudem wurde die 3-Punkte-Regel eingeführt. Für jeden Sieg gab es drei Punkte, für jedes Unentschieden zwei Punkte und für ein torloses Unentschieden gab es einen Punkt.

## Teilnehmende Mannschaften
folgende Mannschaften nahmen an der Super League 1984 teil:
| Verein                 | Stadt/Region                        | Gründungsjahr | Vereinsart      | Vorjahresplatzierung |
| ---------------------- | ----------------------------------- | ------------- | --------------- | -------------------- |
| Yukong Elephants       | Seoul                               | 1982          | Profiverein     | 3. Platz             |
| Hallelujah FC          | Gangwon-do                          | 1980          | Profiverein     | Meister              |
| POSCO Dolphins         | Daegu, Gyeongsangbuk-do             | 1973          | Profiverein 1   | 4. Platz             |
| Daewoo Royals          | Busan, Gyeongnam                    | 1979          | Profiverein 1   | 2. Platz             |
| Lucky-Goldstar Hwangso | Chungcheongnam-do                   | 1983          | Profiverein     | neu gegründet        |
| Hyundai Horang-i       | Incheon, Gyeonggi-do                | 1983          | Profiverein     | neu gegründet        |
| Kookmin Bank FC        | Jeollanam-do, Jeollabuk-do, Gwangju | 1969          | Halbprofiverein | 5. Platz             |
| Hanil Bank FC          | keine Heimatstadt/Ort               | 1970          | Halbprofiverein | neu beigetreten      |

Anmerkung:

## Abschlusstabellen

### Hinrunde
| Platz | Verein                 | Spiele | S | U | 0U* | N | Tore  | Diff. | Punkte |
| ----- | ---------------------- | ------ | - | - | --- | - | ----- | ----- | ------ |
| 1.    | Yukong Elephants       | 14     | 9 | 2 | 0   | 3 | 21:9  | +12   | 31     |
| 2.    | Daewoo Royals          | 14     | 9 | 1 | 1   | 3 | 24:15 | +9    | 30     |
| 3.    | Hyundai Horang-i       | 14     | 6 | 4 | 2   | 2 | 21:9  | +12   | 28     |
| 4.    | Hallelujah FC (M)      | 14     | 5 | 3 | 1   | 5 | 16:18 | −2    | 22     |
| 5.    | Lucky-Goldstar Hwangso | 14     | 5 | 1 | 2   | 6 | 20:22 | −2    | 19     |
| 6.    | POSCO Dolphins         | 14     | 3 | 5 | 0   | 6 | 13:17 | −4    | 19     |
| 7.    | Hanil Bank FC          | 14     | 3 | 4 | 0   | 7 | 14:26 | −12   | 17     |
| 8.    | Kookmin Bank FC        | 14     | 1 | 2 | 2   | 9 | 12:25 | −13   | 9      |

- 0U = Torloses Unentschieden

| (M) | Amtierender Meister: Hallelujah FC |

### Rückrunde
| Platz | Verein                 | Spiele | S | U | 0U* | N | Tore  | Diff. | Punkte |
| ----- | ---------------------- | ------ | - | - | --- | - | ----- | ----- | ------ |
| 1.    | Daewoo Royals          | 14     | 8 | 1 | 3   | 2 | 23:8  | +15   | 29     |
| 2.    | Hyundai Horang-i       | 14     | 7 | 3 | 1   | 3 | 29:20 | +9    | 28     |
| 3.    | POSCO Dolphins         | 14     | 7 | 2 | 0   | 5 | 28:27 | +1    | 25     |
| 4.    | Hallelujah FC (M)      | 14     | 5 | 3 | 2   | 4 | 18:17 | +1    | 23     |
| 5.    | Yukong Elephants       | 14     | 4 | 3 | 4   | 3 | 17:13 | +4    | 22     |
| 6.    | Hanil Bank FC          | 14     | 2 | 4 | 3   | 5 | 12:19 | −7    | 17     |
| 7.    | Lucky-Goldstar Hwangso | 14     | 3 | 2 | 1   | 8 | 18:23 | −5    | 14     |
| 8.    | Kookmin Bank FC        | 14     | 2 | 4 | 0   | 8 | 15:33 | −18   | 14     |

- 0U = Torloses Unentschieden

| (M) | Amtierender Meister: Hallelujah FC |

## Meisterschafts-Play-off
Der Meister der Hinrunde spielte gegen den Meister der Rückrunde in einer Play-off-Runde mit Hin- und Rückspiel um die Meisterschaft. Das Hinspiel fand am 10. November 1984 und das Rückspiel einen Tag später statt. Der Sieger nahm an der Qualifikation zur Asian Club Championship 1985/86 teil.
|                  | Gesamt |               | Hinspiel | Rückspiel |
| ---------------- | ------ | ------------- | -------- | --------- |
| Yukong Elephants | 1:2    | Daewoo Royals | 0:1      | 1:1       |